# Neue Wache

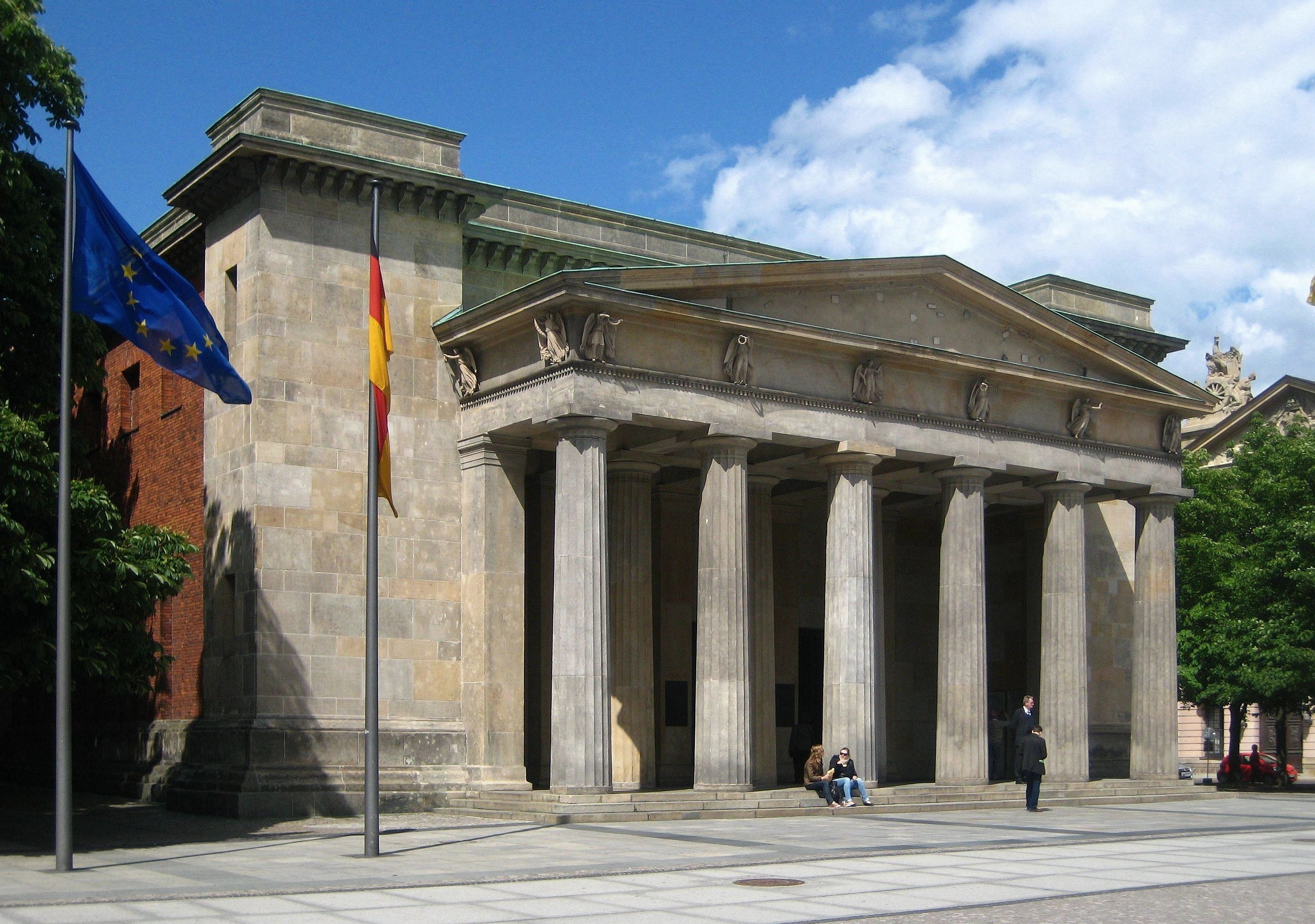
Neue Wache.

Neue Wache är en byggnad vid Unter den Linden i Berlin som numera tjänar som en allmän minnesplats över offer för krig och våldsherravälde. Sedan 1993 är Neue Wache Förbundsrepubliken Tysklands minnesplats för offer för krig och våldsherravälde. Vid svenska statsbesök i Berlin brukar man genomföra en kransnedläggning vid Neue Wache till minne av de svenskar i Fusiler Regiment 34 Viktoria von Schweden (Pommerches) som dog under första världskriget.

## Historia
Arkitekten Karl Friedrich Schinkel skapade Neue Wache 1816-1818 som ett vakthus för den preussiska kungen Fredrik Vilhelm III och de preussiska kungligheterna. Det var samtidigt en minnesplats för de stupade i Napoleonkrigen. 18 september 1819 följde det första vaktavlösningen i samband med tsar Alexander I av Rysslands besök. Byggnaden fungerade som kunglig vakt fram till monarkins avskaffande 1918. År 1931 blev byggnaden, under ledning av arkitekten Heinrich Tessenow, omändrad till ett minnesmärke över Tysklands stupade under första världskriget.
Neue Wache förstördes till stora delar under andra världskrigets bombningar men återuppbyggdes och stod åter färdig 1960. I DDR blev Neue Wache Mahnmal für die Opfer des Faschismus und Militarismus, ett minne över dem som fallit offer för fascism och militarism. Vid DDR:s 20-årsfirande 1969 sattes en evig låga inuti Neue Wache. Samtidigt lades en okänd koncentrationslägerfånge och en okänd soldat till sin sista vila. Neue Wache vaktades under DDR-tiden, fram till 1990, av en högvakt ur Nationale Volksarmees elitförband Friedrich Engels. 
Efter Tysklands återförening 1990 avlägsnades DDR-erans inredning och Tessenows gestaltning från 1931 återskapades. Neue Wache invigdes på nytt 1993 och minner nu även om offren för DDR-regimen.
Sedan 1993 finns inuti Neue Wache en uppförstorad kopia av Käthe Kollwitz' skulptur Mutter mit totem Sohn ("Mor med sin döda son").

## Galleri

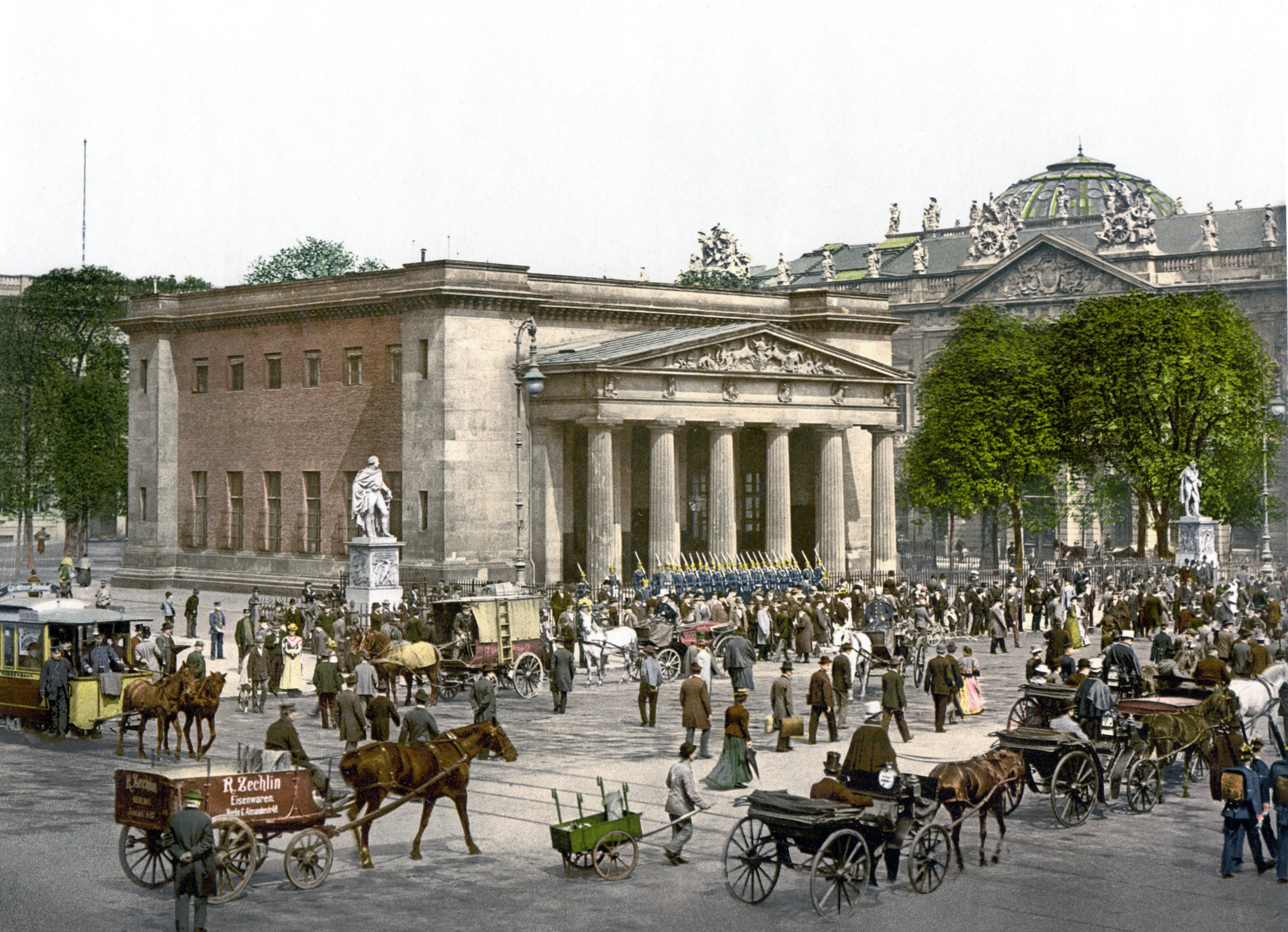
Neue Wache - omkring 1900.
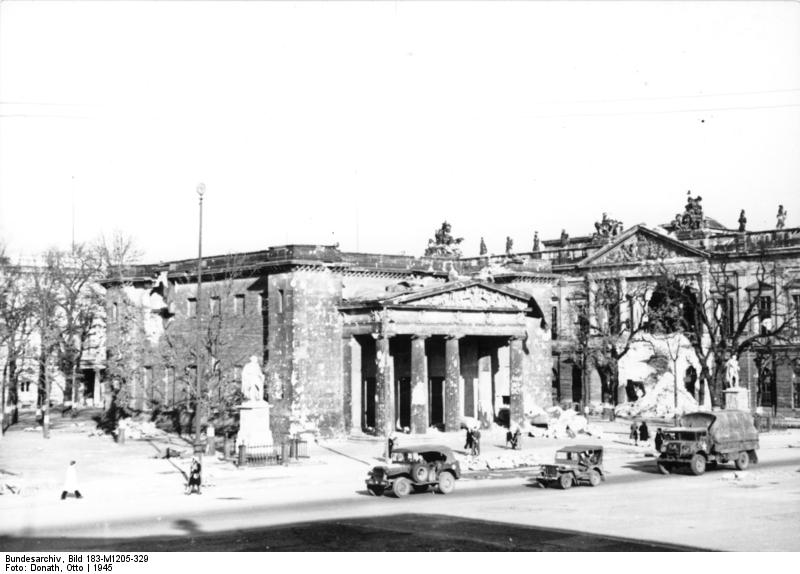
Neue Wache, 1945
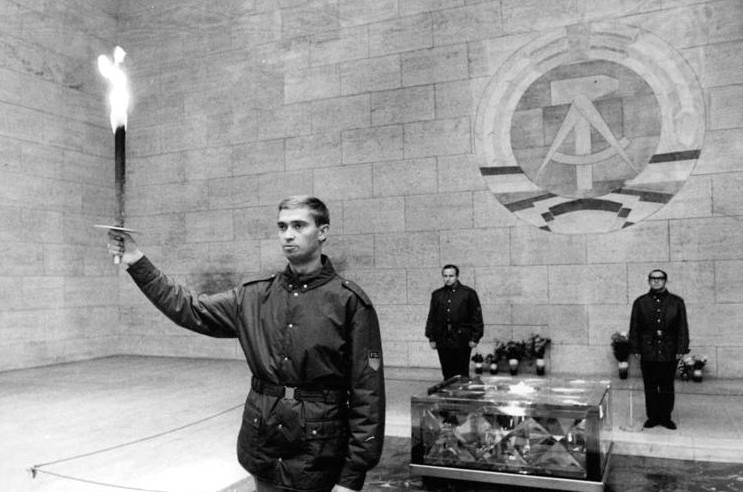
Neue Wache,1970
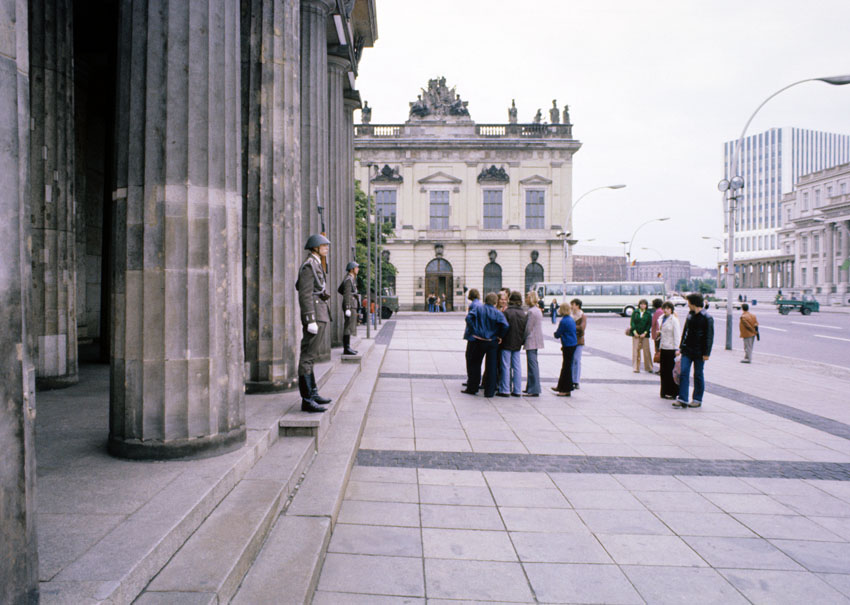
Neue Wache som turistmål, 1977
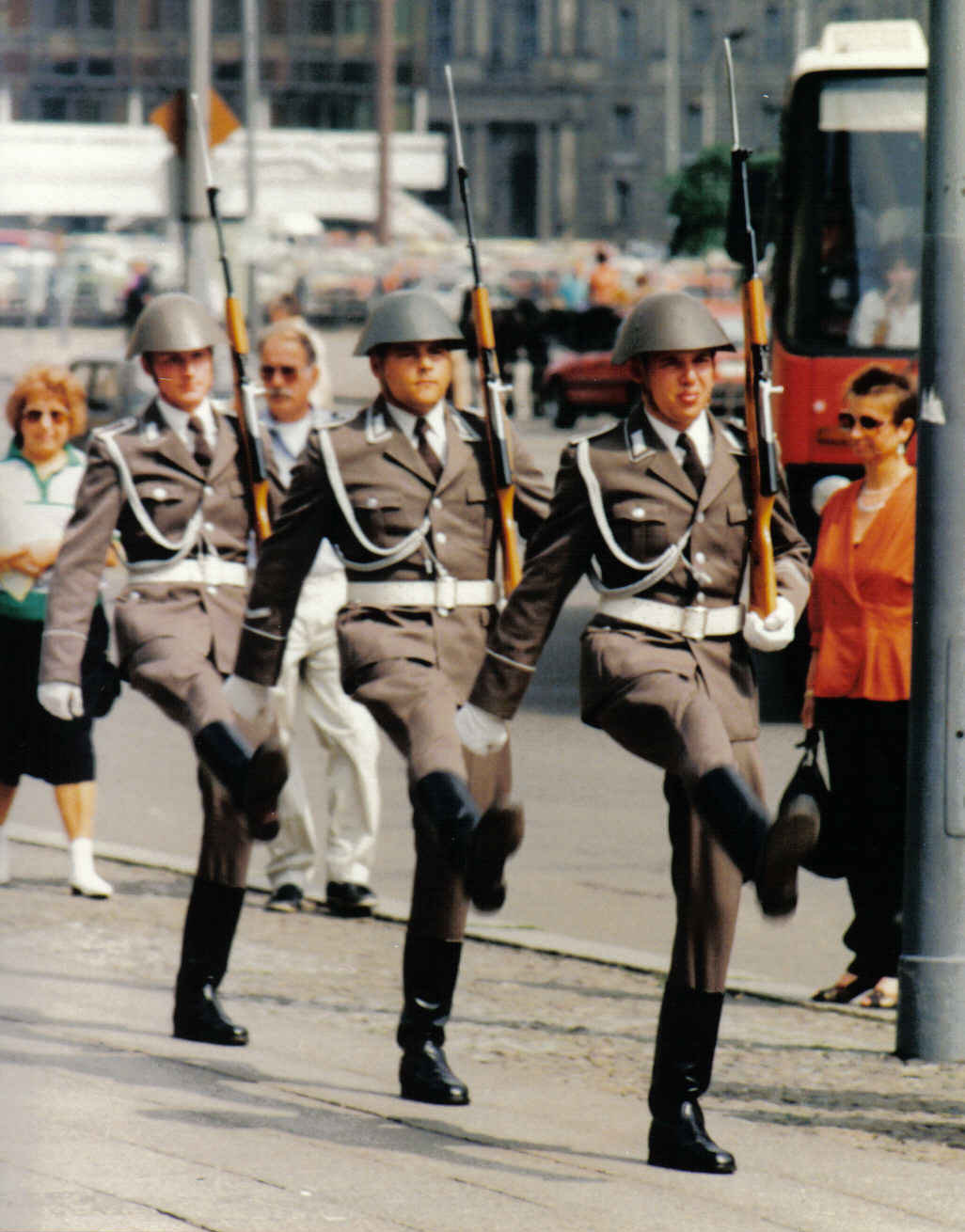
NVA-soldater vid Neue Wache i Berlin sommaren 1990.
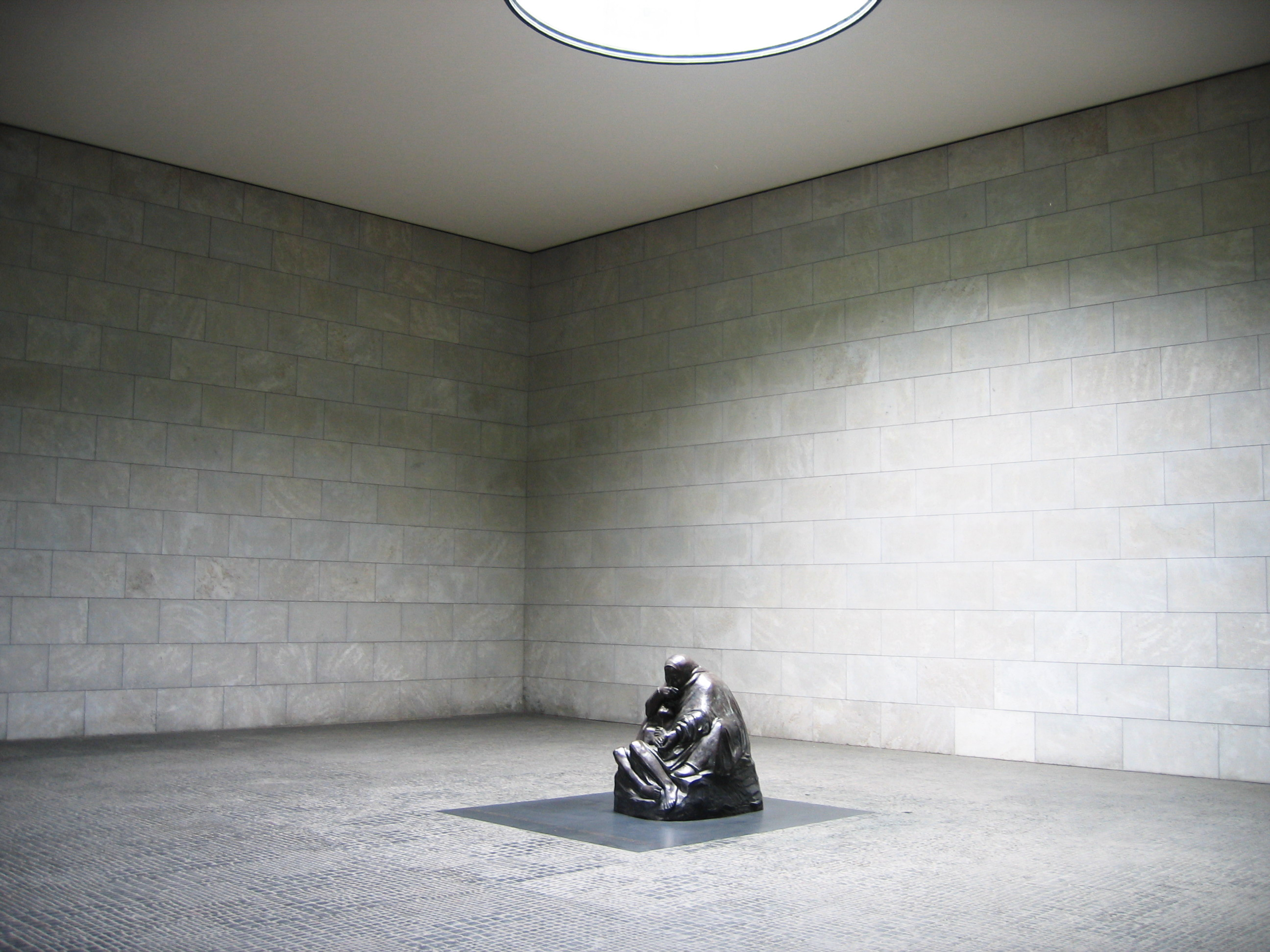
Skulpturen Mutter mit totem Sohn